# José Luis Galloso
José Luis Feria Fernández (nacido en  El Puerto de Santa María, Cádiz el 27 de agosto de 1953) es un torero español conocido artísticamente como José Luis Galloso.

## Carrera

### Inicios
José Luis Galloso realizó su primer paseíllo en la localidad gaditana de Puerto Real (Cádiz), cortando así un total de cuatro orejas y dos rabos. A partir de esa fecha toreó bastantes novilladas sin picadores, gran parte en suelo andaluz. Su debut como novillero sin picadores llegó a los 17 años del matador, el 22 de marzo de 1970 en Barcelona, frente a utreros de Los Campillones, donde alternó junto a Gabriel Pericás y Fernando Gracia.
El 5 de abril de este mismo año, toreó por primera vez en Jerez de la Frontera, y consiguió un sonado triunfo al cortar tres orejas y un rabo a reses de la ganadería de José Luis Osborne. Pocos días después, el 21, se presenta en La Maestranza sevillana, mostrando un quite inventado por el mismo torero y que lleva su nombre "la gallosina" y obtiene un total de cuatro orejas. El 6 de junio del siguiente año se presentó en Las Ventas y cortó las dos orejas a cada uno de sus oponentes, que pertenecían a la divisa de Herederos de Carlos Núñez. En esta ocasión el portuense compartió cartel con Juan Carlos Castro, Luguillano Chico y José María Manzanares. Junto con Manzanares llegaron a ser los novilleros de moda y formaron una pareja excelente.

### Alternativa
Su proyección se hacía imparable, por lo que la fecha de la alternativa no se hizo esperar y tomó la alternativa en la plaza de su ciudad natal el 18 de julio de 1971, de manos de Antonio Bienvenida, y sirviendo como testigo Palomo Linares. Aquella tarde cortó dos orejas y rabo a cada uno de sus toros procedentes de la ganadería de Carlos Núñez. El toro de la ceremonia se llamaba: "Inclusero".

### Confirmación
La confirmación de su doctorado fue el 17 de mayo de 1972, en Madrid, apadrinado por Paco Camino y de testigo Curro Rivera. El toro de la ceremonia se llamaba: "Colino" de la ganadería de José Luis Osborne. Salió por la Puerta Grande de Las Ventas de novillero y de torero. 

### Matador de Toros
Ha salido 55 veces por la puerta grande de El Puerto de Santa María, cortando más de un centenar de orejas y 13 rabos, actualmente tiene el récord en el coso portuense. Ha lidiado más de 1000 toros, y ha toreado en prácticamente todas las plazas del Mundo. Obteniendo grandes triunfos como en América, Francia y España. Ha conseguido dos escapularios de oro, numerosos premios a la mejor estocada, un zapato de oro, un julio cesar ... un centenar de trofeos que actualmente se encuentran junto a sus trajes, fotografías y el arte de la taxidermia en su Museo, en El Puerto de Santa María (Cádiz).
Torero profundo y pinturero, con valor y pundonor, era muy bueno con el capote y de amplio repertorio, recordar sus ceñidas chicuelinas y su quite "la gallosina", a la vez poderoso y artista. Una vez retirado se dedicó a ser empresario dando festejos en sus plazas portátiles, ha dirigido la carrera de varios novilleros y matadores de toros, como Eduardo Dávila Miura, Octavio Chacón, El Moronta, Eugenio Pérez, Salvador Barberán, Fernando Ordóñez y actualmente es el representante de la ganadería de Hdros de D. José Luis Osborne y dirige la escuela taurina "la gallosina" de El Puerto de Santa María (Cádiz).
El 9 de agosto de 2009 se vuelve a vestir de luces para conmemorar su 40.º aniversario de alternativa en la localidad gaditana de El Puerto de Santa María junto a Enrique Ponce y Miguel Ángel Perera con toros de Santiago Domecq.